# Hohndorf
Hohndorf – gmina w Niemczech, w kraju związkowym Saksonia, w powiecie Erzgebirgskreis. Do 29 lutego 2012 w okręgu administracyjnym Chemnitz.